# Bevinal, Hungund
Bevinal là một làng thuộc tehsil Hungund, huyện Bagalkot, bang Karnataka, Ấn Độ.